# لختی

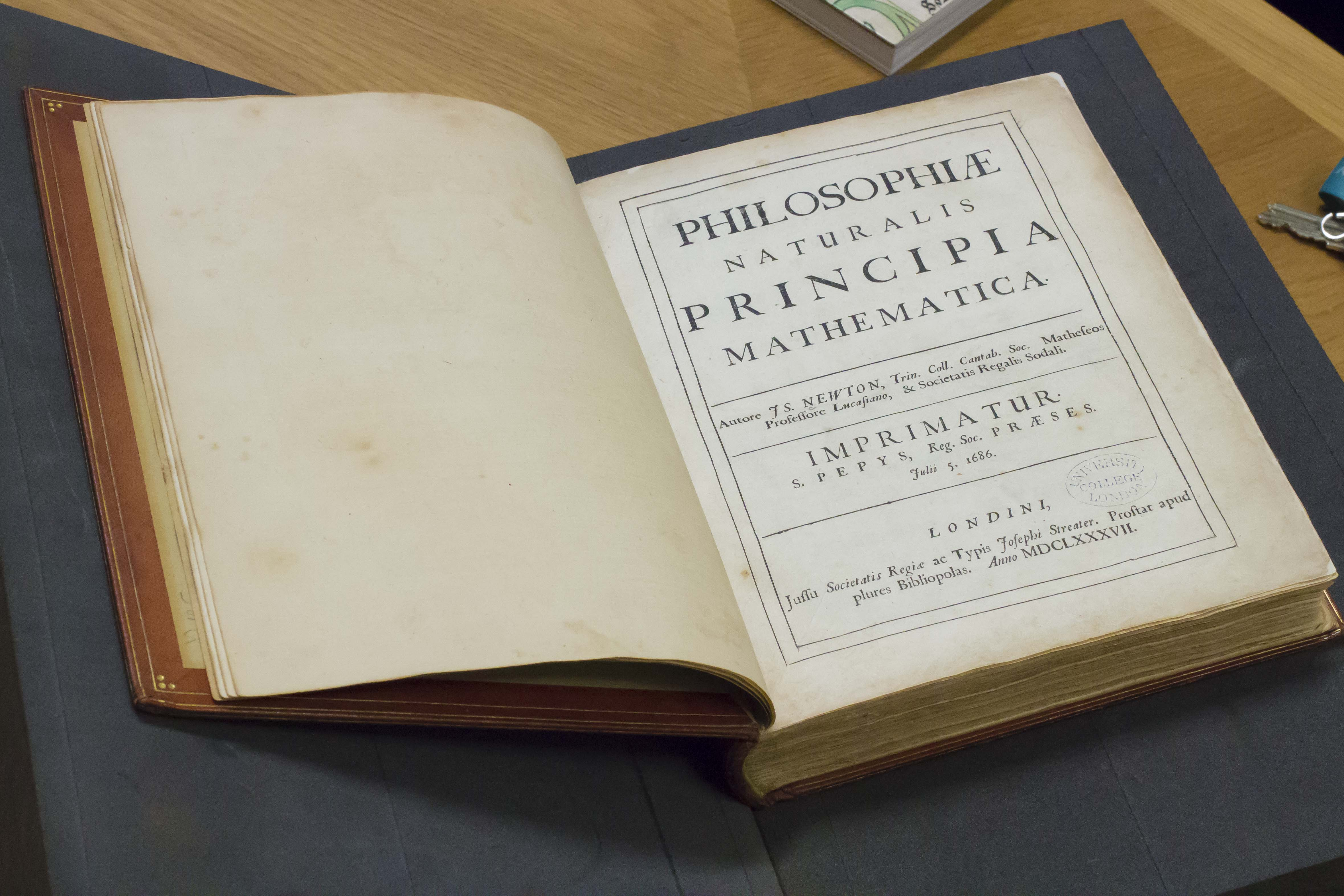
کتاب اصول نیوتن منتشر شده در ۱۶۸۶

لَختی یا اینرسی (به فرانسوی: Inertie) (به انگلیسی: Inertia) خاصیتی از یک جسم است که در برابر تغییر سرعت یا تغییر جهت حرکت مقاومت می‌کند.
هر چه جرم یک جسم بیشتر باشد، لختی آن بیشتر است. به قانون اول نیوتون قانون لختی نیز گفته می‌شود.
تمایل اجسام به حفظ حالت قبلی را لختی گویند.
در آثار ارسطو به آن به‌صورت حرکت طبیعی به نوعی پرداخته شده.
قانون اول نیوتن می‌گوید هرگاه شی با سرعت ثابت در مسیری در حال حرکت باشد مادامی که نیروی خارجی به آن وارد نشود، به حرکت خود در همان مسیر ادامه خواهد داد. توجه کنید که حرکت دایره‌ای یکنواخت، شتاب‌دار است و بردار سرعت دائم تغییر می‌کند.
«اینرسی، یا نیروی ذاتی ماده، قدرت مقاومتی است که با آن هر جرمی، به همان اندازه که در توان آن نهفته‌است، برای حفظ وضعیت کنونی خود تلاش دارد؛ چه در وضعیت سکون یا حالت حرکت یکنواخت رو به جلو در یک خط مستقیم»
لختی با این تعریف در مکانیک کوانتوم و نسبیت عام قابل تعریف نیست و تنها با نظریه پیمانه‌ای می‌توان باز تعریفی برای آن صورت داد. 
به‌عنوان یک نظریه حاشیه‌ای زمینهٔ (en: Quantized inertia) مورد گفتگو قرار گرفته‌است.